# Kantoor van Koppe's Scheepsagentuur

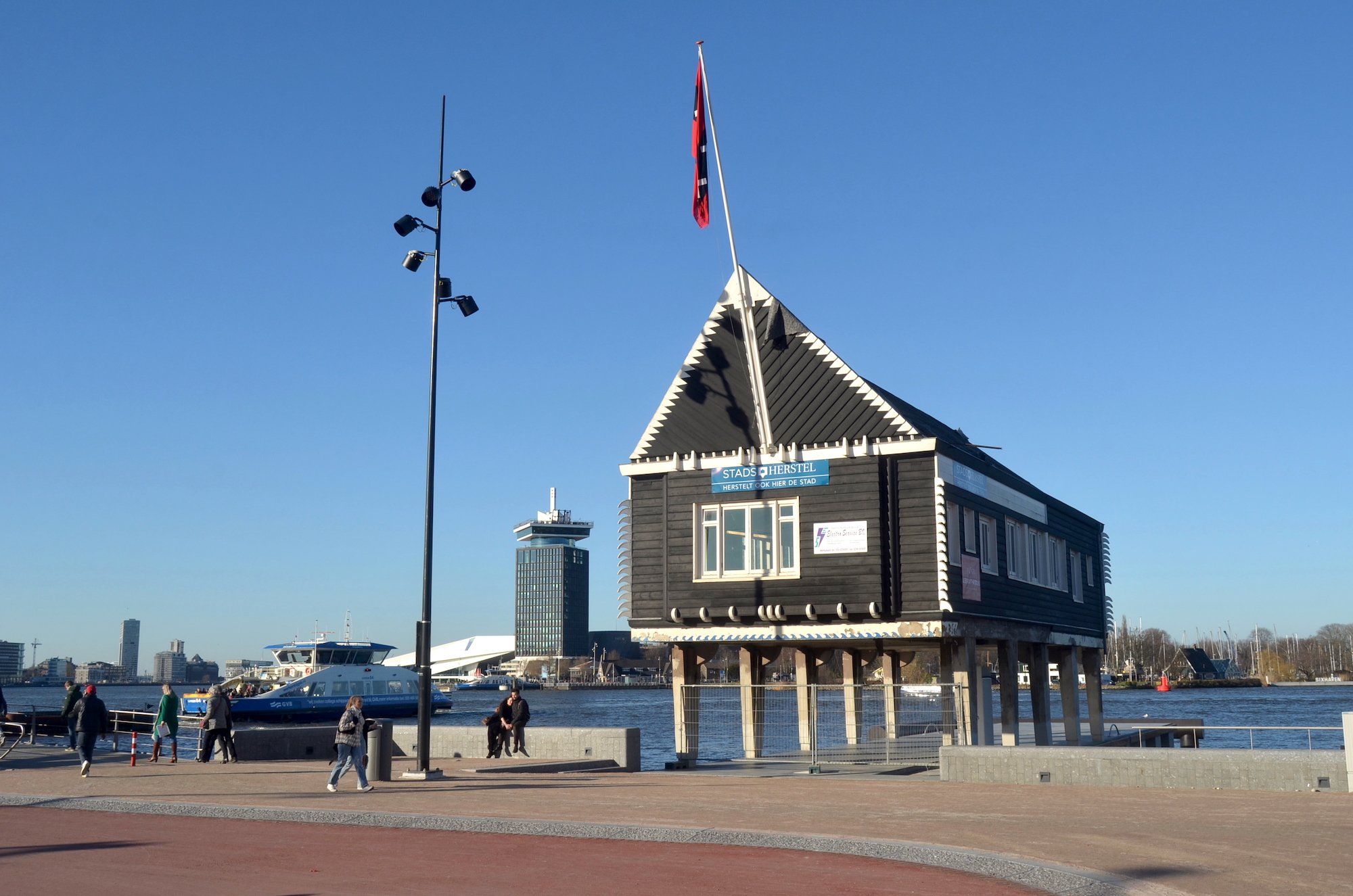
Het NACO-huisje van Stadsherstel Amsterdam op zijn nieuwe locatie aan de De Ruijterkade; 27 februari 2022.

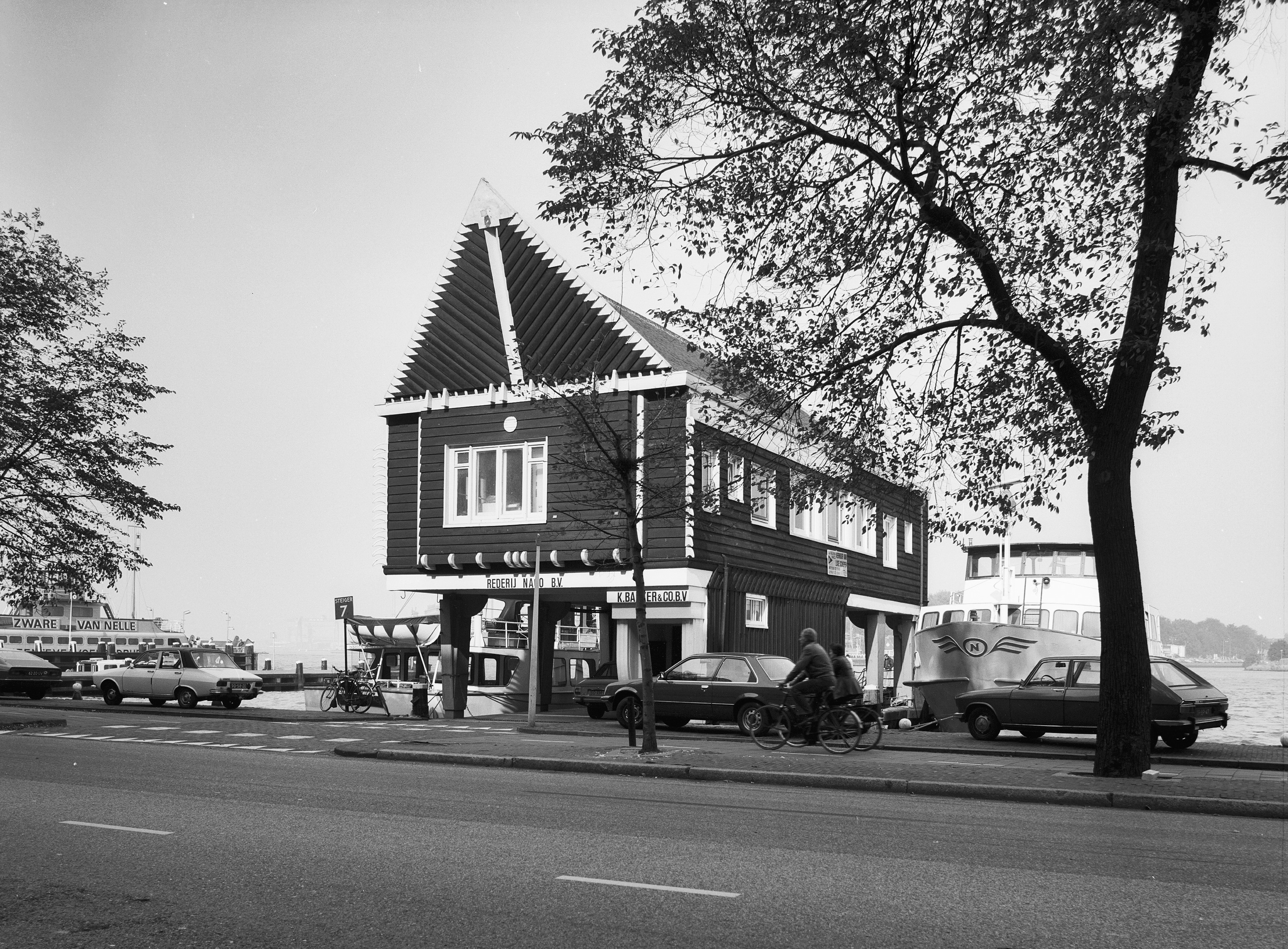
Het huisje op de oude locatie aan de De Ruijterkade; 1979.

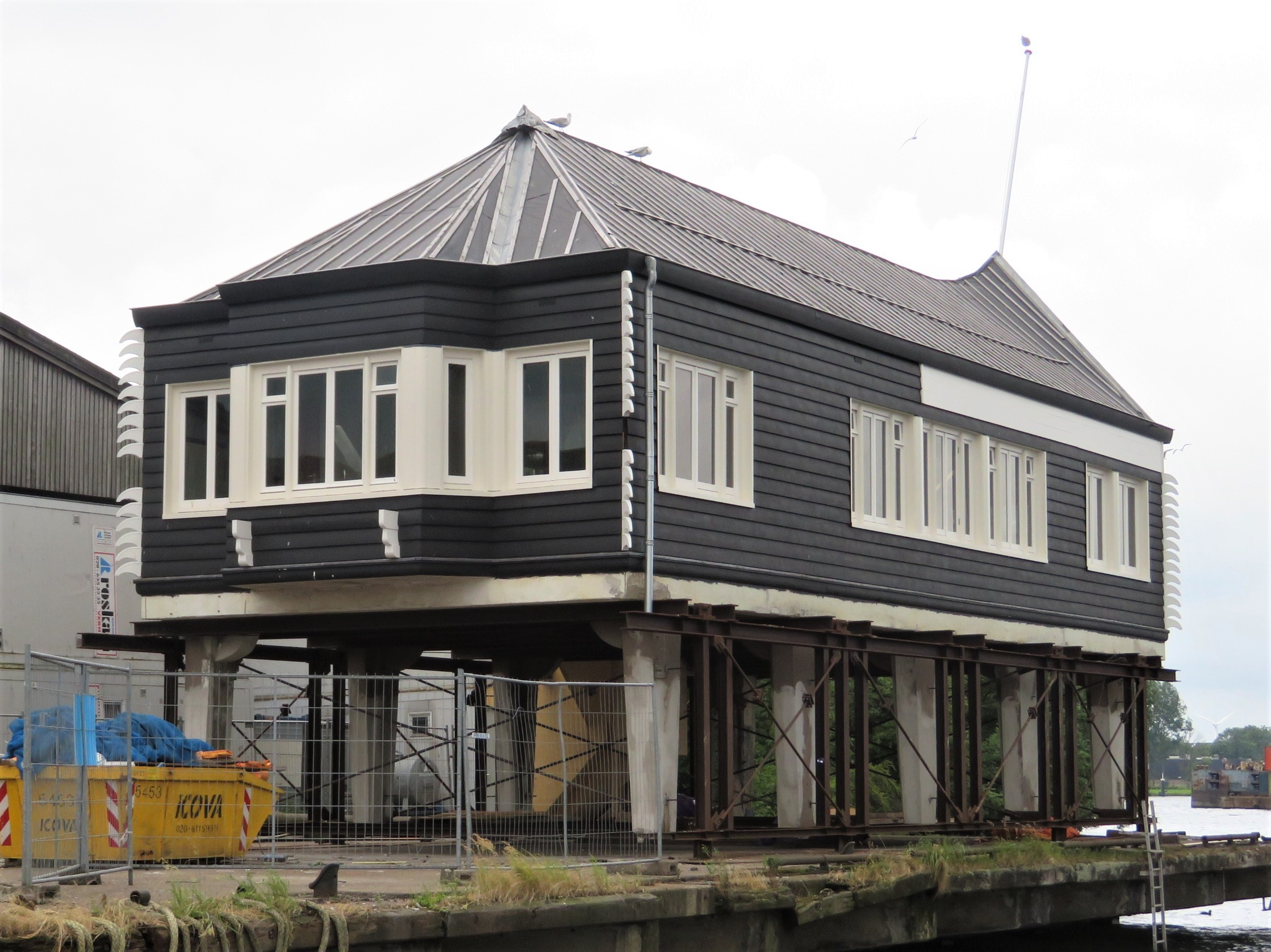
Het huisje tijdens de restauratie in Zaandam

Het NACO-huisje (links), op zijn nieuwe bestemming - bij de voetbrug over de Oostertoegang (foto, april 2023)

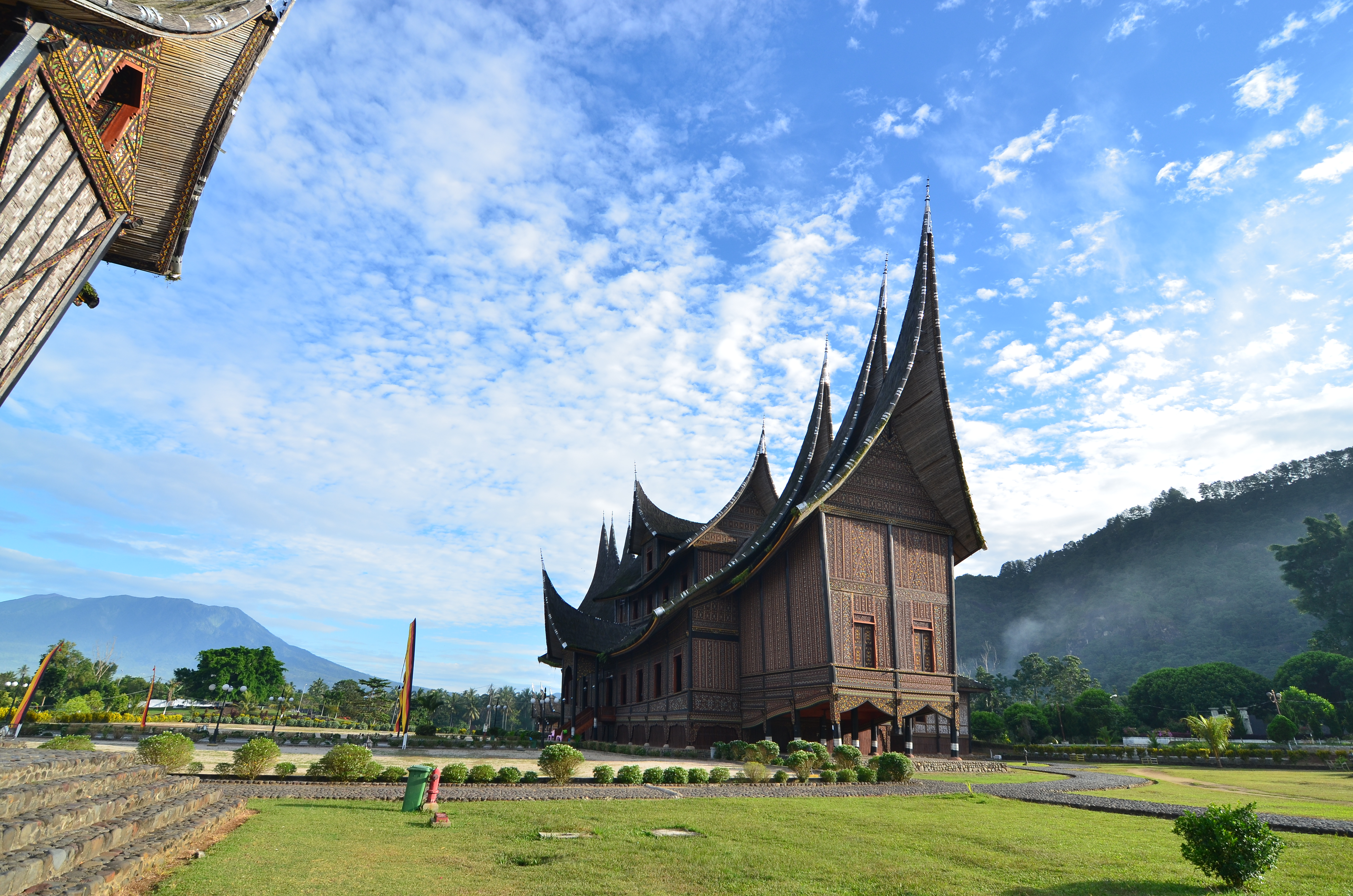
Paleis van Pagaruyuang van Minangkabau (2016).

Het Kantoor van Koppe's Scheepsagentuur, ook wel bekend als het NACO-huisje, is een gebouw aan de De Ruijterkade, Amsterdam-Centrum. Het werd op 22 april 2002 opgenomen in het monumentenregister vanwege de combinatie Amsterdamse School en een uitheemse bouwstijl, met name in de kap. Het staat sinds 13 december 2021 bij brug 2274 over de Oostertoegang.

## Geschiedenis
Het gebouw werd rond 1919 in opdracht van J.G. Koppe's scheepsagentuur N.V naar een ontwerp van architect Guillaume la Croix gebouwd op steiger 7 aan het IJ, achter het Centraal Station. Vanuit het scheepskantoor werden plaatsbewijzen verkocht voor bootdiensten naar plaatsen aan de Zuiderzee (na 1932: het IJsselmeer), onder andere voor de Stoomvaart Maatschappij Amsterdam-Lemmer. Reederij Koppe werd een dochteronderneming van de Nederlandse Spoorwegen en verdween in 1972 als bedrijf. Vanaf midden jaren zestig was het gebouw in gebruik als kantoor van de scheepvaartafdeling van de Nederlandsche Auto Car Onderneming (NACO); vandaar de officieuze naam NACO-huisje. De NACO fuseerde in 1972 met de NZHVM.

## Gebouw
Het gebouw is ontworpen door de architect Guillaume la Croix. Hij ontwierp een gebouw dat weinig woog, omdat het op een eveneens door hem ontworpen steiger zou komen te staan. La Croix hanteerde een eigen variant van de Amsterdamse School-stijl. Hij koos voor een combinatie van die stijl met de bouwstijl van de Minangkabau op Sumatra. Dit is met name terug te vinden in de naar voren hellende gevel, die de Minangkabau bijvoorbeeld hebben toegepast bij pagodes en die bij hen zou verwijzen naar de vooruitstekende hoorns van de waterbuffel. Ook Sulawesi wordt wel als inspiratiebron genoemd. Ook wordt de bouwconstructie wel vergeleken met de houten vissershuizen op het eiland Marken - een bestemming waar Koppe destijds een stoombootdienst op onderhield - en met een Finse blokhut.
Het gebouw heeft drie bouwlagen. De onderste is een halfopen constructie op maaiveldniveau. Het grondoppervlak van 140 m² is slechts voor een klein deel als gebouw in gebruik; het is grotendeels een trapportaal naar de eerste verdieping. De rooilijn wordt voor het merendeel bepaald door de palen die de rest van het gebouw ondersteunen. Deze palen hebben naar boven uitkragingen om meer dragend oppervlak te creëren. De toegang bevat houtbewerking in de vorm van consoles naast de toegangspoort. De muur is hier opgetrokken van hout met een verticale structuur. De verdieping heeft juist een bekleding met een horizontale structuur, en opvallend daarbij is de onregelmatige indeling van de raampartijen in de zijgevel. In de symmetrische opzet van de voorgevel met elementen van de Amsterdamse School is de raampartij ook asymmetrisch geprojecteerd. Een deel van de voorgevel heeft een door consoles gedragen risaliet. Opvallend zijn hier de bouwhoeken met zaagmotieven. De voorgevel is versierd met houten buffelhoorns. Tegenover de horizontale en verticale lijnen staat de bekleding van de topgevel in de kap; deze is diagonaal uitgevoerd met aan de randen (daklijst) eveneens zaagtandmotieven. De overhellende gevel wordt benadrukt door de dragende constructie van de vlaggenmast in de gevel, de vlaggenmast steekt dan nog enkele meters schuin boven die topgevel uit.

## Verwijdering en herplaatsing
Vanaf 2003 vonden grootschalige werkzaamheden plaats op De Ruijterkade; er werd gewerkt aan Busstation IJzijde en algemene herinrichting van het stuk kade achter het Centraal Station met onder andere de Michiel de Ruijtertunnel. Het gebouwtje kwam daarbij in de verdrukking. Vanwege de status als rijksmonument mocht het niet afgebroken of gesloopt worden. De Rijksdienst voor het Cultureel Erfgoed ging wel akkoord met tijdelijke opslag tot 2011. Het gebouw werd op een ponton geplaatst en naar Zaandam gevaren waar het uiteindelijk tot 2021 in de Isaac Baarthaven zou staan, omdat de werkzaamheden veel langer duurden dan gepland.
Stadsherstel Amsterdam kocht het aan na een grote donatie door haar vriendenvereniging. In 2016 begon Stadsherstel een crowdfundactie om het te kunnen restaureren. De restauratie vond vervolgens plaats in Zaandam. Vervolgens voerde Stadsherstel met de gemeente Amsterdam verschillende gesprekken over terugkeer van het monument. Omdat de indeling en het gebruik van de kade geheel was gewijzigd, was herplaatsen op de oorspronkelijke locatie niet mogelijk. In overleg met de gemeente Amsterdam werd in 2021 een nieuwe plaats gevonden; wel aan de De Ruijterkade, maar ongeveer 150 meter naar het oosten. Het gebouw kreeg daarbij ook nog enige verbinding met de oorspronkelijke bestemming; het kwam te staan naast een nieuw gebouwde pontfuik voor de veerdienst naar de Meeuwenlaan.
Op 13 december 2021 werd het NACO-huisje na ruim 17 jaar over het water van Zaandam naar de nieuwe locatie aan de De Ruijterkade gebracht. Na het afronden van de laatste herstelwerkzaamheden zal het in 2022 in gebruik komen als opstappunt voor de museumboot naar onder andere de Hermitage, Artis en de Hortus.
Het gehele project heeft circa 1 miljoen euro gekost; deels betaald door de gemeente Amsterdam, deels door het Prins Bernhard Cultuurfonds en door opbrengsten uit de crowdfundactie.